# Zospeum pretneri
Zospeum pretneri is een slakkensoort uit de familie van de Ellobiidae. De wetenschappelijke naam van de soort is voor het eerst geldig gepubliceerd in 1960 door Bole.